# Alella
Alella (Catalansk udtale: [əˈleʎə]) er en by og kommune i Catalonien i det nordøstlige Spanien.
Alella ligger ca. 2,5 km fra Middelhavets kyst ca. 19 km nordøst for Barcelona. Kommunen dækker et areal på 10 km2
og har 10.217 (2024) indbyggere. Den ligger i comarcaet Maresme i provinsen Barcelona. Byen er kendt for sine vine, cava og parfumer, men fungerer også som soveby for Barcelona.

## Berømte bysbørn
- Francesc Ferrer i Guàrdia (1859–1909), mest kendt som Francisco Ferrer, spansk anarkist og fritænker.